# 507-й тяжёлый танковый батальон
507-й тяжёлый танковый батальон (нем. Schwere Panzer-Abteilung 507) — тактическое формирование сухопутных войск нацистской Германии, имевшее на вооружении тяжёлые танки Tiger I и Tiger II.

## Формирование
Первоначально сформирован 7 мая 1943 года на основе 1 батальона 3-го танкового полка, однако 30 июня батальону были переданы танки «Пантера» и он был возвращён в состав 3-го танкового полка.
Заново сформирован 23 сентября 1943 года на основе 1-го батальона 4-го танкового полка. Командиром батальона назначен майор Шмидт.
Поначалу батальон дислоцировался в Австрии, неподалёку от Вены (в районе Мёдлинга, Брюнна и Мариа-Энцерсдорфа).
Осенью 1944 года направлен на обучение в Падерборн, затем переброшен во французский Ле-Ман.
В декабре 1943 года батальон был передислоцирован в Нидерланды (Wezep и Зволле), где и получил к февралю 1944 года несколькими партиями положенные по штату 45 «тигров».
С февраля по март 1944 года проводилось обучение экипажей и сколачивание подразделений. В начале марта батальон получил 6 «тигров» сверх штата.

## Боевая служба
15 марта 1944 года эшелон с личным составом и техникой батальона прибыл во Львов. 29 марта батальон включили в состав боевой группы «Фрибе», действовавшей в районе Броды—Тернополь. Летом в связи с началом советского наступления в Белоруссии переброшен в Барановичи. В Барановичах батальон подчинили 4-й кавалерийской бригаде, а чуть позже — 4-й танковой дивизии. Вскоре батальон отвели в город Волковыск.
10 июля 1944 года батальон участвовал в боях в районе города Слоним, а в конце июля — в районе Свислочь — Беловеж — Бельск — Остроленка.
К 13 февраля 1945 года батальон потерял все свои танки и уже 15 февраля был выведен с фронта и направлен в Зеннелагер.
4 марта 1945 года на пополнение батальона прибыли первые 4 «королевских тигра», 22 марта — ещё 11 машин. Кроме того, по 3 машины были переданы из состава 510-го и 511-го тяжёлых танковых батальонов. Общее число танков достигло 21-й машины, что позволило сформировать 2-ю и 3-ю роты.
30 марта 1945 года «королевские тигры» 3-й роты батальона устроили засаду оперативной группе 3-й американской танковой дивизии. В ходе боя погиб командир дивизии — генерал-майор Роуз. Американские потери составили 17 танков M4 «Шерман», 17 бронетранспортёров, 3 грузовика, 2 джипа и 1 истребитель танков M36. 3-я рота потеряла 3 «тигра».
К 5 апреля 1945 года в батальоне осталось 12 «королевских тигров». 11 апреля был потерян последний тяжёлый танк, после чего батальон перебросили в Магдебург, а затем на полигон в Миловицах в Чехословакии. Там батальон снова вооружили — на сей раз разномастной боевой техникой, включавшей в себя даже Pz IV с 37-мм автоматической пушкой. 6 мая батальон был брошен против чехословацких повстанцев, однако уже 11 мая остатки батальона форсированным маршем ринулись на запад — сдаваться американцам.
12 мая 1945 года прорвавшиеся остатки батальона сдались американским войскам.

## Командиры
- Майор Шмидт (Schmidt), сентябрь 1943—август 1944;
- Капитан Шёк (Schöck), август 1944—май 1945.

## Награждённые Рыцарским крестом Железного креста (6)
- Эрих Шмидт, 09.06.1944 — майор, командир 507-го тяжёлого танкового батальона
- Фриц Шёк, 05.09.1944 — капитан, командир 2-й роты 507-го тяжёлого танкового батальона
- Рольф Гебхардт, 30.09.1944 — фанен-юнкер-фельдфебель, командир взвода 2-й роты 507-го тяжёлого танкового батальона
- Максимилиан Виршинг, 07.02.1945 — обер-лейтенант, командир 2-й роты 507-го тяжёлого танкового батальона
- Эдмунд Ратайчак, 10.02.1945 — обер-фельдфебель, командир взвода 1-й роты 507-го тяжёлого танкового батальона
- Вольфганг Кольтерманн, 11.03.1945 — обер-лейтенант резерва, командир 3-й роты 507-го тяжёлого танкового батальона